# Житницино (Ярославская область)
Житницино – деревня в Покровской сельской администрации Покровского сельского поселения Рыбинского района Ярославской области . 
Житницино – самая южная деревня Покровского сельского поселения. Она расположена в удаленном от основных дорог болотистом краю в верхнем течении на правом берегу текущей в южном направлении реки Койка. Местность к северу от Житницино преобразована мелиоративными работами и покрыта сетью канав и каналов, в которых затруднительно найти русло этой реки. Основной вотодок, вероятно, идёт от расположенного к северо-востоку от Житницино обширного болота Великий Мох, которое также сильно преобразовано в связи с торфодобычей, которая прекратилась в последние годы. Около Житницино начинает просматриваться естественное русло реки. К югу и востоку от Житницино начинается территория Большесельского сельского поселения. К западу от Житницино находится Красковское болото, названное по несуществующей ныне деревне Красково, которая ранее стояла в 2 км к северо-западу, на северном краю этого болота. На расстоянии 2-3 км к юго-западу от Житницино в центре болота находятся два небольших озера, названные по деревне: Большое и Малое Житницкие озера. От деревни в северо-западном направлении идёт дорога, длиной около 9 км, проходящая через Тарбино, Полуево, Григорково и выходящая к северу от села Никольское на трассу Р104 на участке Углич—Рыбинск. 
На 1 января 2007 года постоянного населения в деревне Житницино не числилось . Почтовое отделение, расположенное в селе Покров, обслуживает в деревне Житницино 8 домов. 